# José Mauricio Vélez García
José Mauricio Vélez García (Medellín, 17 de junio de 1964) es un sacerdote católico colombiano y actualmente es obispo titular de Lapda y uno de los obispos auxiliares de la Arquidiócesis de Medellín.

## Biografía

### Formación
Cursó sus estudios de primaria en Medellín en la escuela Ramón Giraldo Ceballos. El Bachillerato lo realizó en el Liceo Lucrerio Jaramillo Vélez, anexo al liceo Antioqueño de la Universidad de Antioquia. Sus estudios superiores de Filosofía y Teología en la Universidad Pontificia Bolivariana. En la Universidad Lateranense de Roma obtuvo la Licenciatura en Matrimonio y familia, cursó estudios complementarios en Teología moral en la Pontificia Universidad Gregoriana de Roma y adelantó estudios en Bioética en la Universidad del Sacro Cuore (Clínica Gemelli).